# Bataille de Barnet
Vous lisez un « article de qualité » labellisé en 2018.
Pour un article plus général, voir Guerre des Deux-Roses.
Guerre des Deux-Roses
Batailles
La bataille de Barnet, qui a lieu le 14 avril 1471, est un engagement décisif de la guerre des Deux-Roses. Elle se déroule près de la ville de Barnet, à 19 km au nord de Londres en Angleterre. La victoire d'Édouard IV d'Angleterre sur l'armée des Lancastres commandée par Richard Neville, suivie par une nouvelle victoire d'Édouard IV à Tewkesbury, assure à celui-ci le trône d'Angleterre ainsi que la prédominance de la maison d'York pendant quatorze ans.
Richard Neville, qui est à l'origine l'un des artisans de la victoire des York sur les Lancastres, se rallie à ces derniers en raison de désaccords avec Édouard IV concernant son mariage secret et sa politique étrangère. Neville rassemble une armée et force le roi à fuir pour le duché de Bourgogne. Édouard persuade son hôte, Charles le Téméraire, de l'aider à reconquérir son trône et lève à son tour une armée avec son soutien financier. Il débarque en Angleterre et affronte l'armée de Neville au nord de Barnet. La bataille se déroule au milieu d'un épais brouillard et les troupes lancastriennes de John de Vere sont attaquées par erreur par celles, alliées, de John Neville. La rumeur d'une trahison parcourt alors les lignes des Lancastres, brisant leur moral et provoquant leur déroute. Au cours de celle-ci, John et Richard Neville sont tués.
Privée du soutien de Neville, la maison de Lancastre subit moins d'un mois plus tard une nouvelle défaite à Tewkesbury qui provoque sa chute définitive. L'Angleterre connaît alors la paix jusqu'à la mort d'Édouard IV. William Shakespeare évoque la bataille de façon romancée dans sa pièce de théâtre Henry VI. Trois siècles après la bataille, un obélisque en pierre est élevé à l'endroit où Richard Neville a prétendument perdu la vie.

## Contexte
La guerre des Deux-Roses, conflit opposant la maison d'York à la maison de Lancastre pour s'assurer le trône du royaume d'Angleterre, connaît son premier tournant décisif en 1461 quand Édouard IV, chef de la maison d'York, triomphe des Lancastres à la bataille de Towton. Henri VI, déchu de son trône, est capturé en 1465 et emprisonné à la tour de Londres. Marguerite d'Anjou, l'épouse d'Henri VI, et leur fils Édouard de Westminster fuient en Écosse afin d'y organiser la résistance. Édouard IV écrase les soulèvements organisés par les Lancastres et fait pression sur les Écossais, obligeant Marguerite et son fils à s'exiler en France. Édouard IV, désormais solidement installé sur le trône, récompense ses partisans et élève notamment Richard Neville aux plus hautes dignités, lui donnant également des terres confisquées aux partisans des Lancastres.
Neville prévoit d'organiser le mariage du roi avec Bonne de Savoie, belle-sœur du roi Louis XI de France, dans le but d'établir une alliance entre les deux pays. Édouard IV préfère toutefois nouer des liens avec le duché de Bourgogne et, en 1464, se marie secrètement avec Élisabeth Woodville, la veuve d'un partisan des Lancastres, au grand ressentiment de Neville. Édouard IV attribue des terres et des titres aux membres de la famille de sa femme et arrange leurs unions avec de riches et puissantes familles, ce qui amoindrit les perspectives de mariage pour les filles de Neville. De plus, Neville se sent personnellement offensé par deux mariages organisés par le roi. Le premier unit sa tante, Katherine Neville, alors âgée de soixante ans, à John Woodville, le frère d'Élisabeth âgé de vingt ans. Le second est celui de la fille de Henri Holland, alors fiancée à son neveu, avec Thomas Grey, fils d'Élisabeth et de son premier mari. Exaspéré, Neville en conclut que les Woodville ont une très mauvaise influence sur son souverain. Il perd son ascendant sur le roi et, se sentant marginalisé, décide de prendre des mesures draconiennes. Le plan de Neville est de remplacer sur le trône Édouard IV par son frère cadet, Georges, duc de Clarence, avec qui il conspire.
Richard Neville organise des rébellions dans le Nord de l'Angleterre afin d'attirer Édouard IV loin du Sud du pays, son principal bastion. Apprenant que les rebelles sont beaucoup plus nombreux que ses propres troupes, Édouard IV bat en retraite et apprend peu après que Neville et son propre frère apportent ouvertement leur soutien aux rebelles. Le 26 juillet 1469, l'armée de Richard Neville bat celle des comtes de Pembroke et de Devon, venus renforcer le roi, à la bataille d'Edgecote Moor. Désormais isolé, Édouard IV est emmené « pour sa protection » au château de Warwick. Néanmoins, la plupart des grands seigneurs yorkistes refusent de se rallier à Neville et celui-ci est obligé de relâcher le roi. Les deux hommes font mine de se réconcilier mais Neville organise une autre conspiration avec le duc de Clarence. Édouard IV écrase une nouvelle révolte à la bataille de Losecoat Field le 12 mars 1470 et les deux conspirateurs doivent fuir pour la France lorsque le roi apprend par des lettres en possession des rebelles et par les confessions des meneurs que tous deux sont derrière cette révolte. Louis XI négocie alors un accord par lequel Neville se met au service de Marguerite d'Anjou et des Lancastres. En septembre 1470, Neville envahit l'Angleterre à la tête d'une armée lancastrienne et, en octobre, Édouard IV, se sachant en position défavorable, se réfugie en Bourgogne. Henri VI est alors restauré sur le trône d'Angleterre. Mais Charles le Téméraire, le duc de Bourgogne, fournit à Édouard IV de l'argent, des hommes et des navires et Édouard part du port de Flessingue le 11 mars 1471 avec 36 navires et 1 200 hommes.

## Campagne précédant la bataille
Le 14 mars 1471, Édouard IV débarque à Ravenspurn avec son armée. Rassemblant des troupes au cours de leur marche, les Yorkistes se dirigent sur York. La progression de l'armée n'est pas entravée car elle se trouve sur les terres de Henry Percy, à qui Édouard IV a restitué le comté de Northumberland et qui se sent redevable. De plus, Édouard IV annonce qu'il revient seulement pour réclamer le titre de duc d'York et non pour contester le trône à Henri VI. Cette ruse réussit, et John Neville, qui surveille les mouvements de l'armée yorkiste, ne réussit pas à convaincre ses troupes de marcher contre elle.
Édouard IV dévoile ses véritables intentions une fois rassemblées des troupes suffisantes pour marcher vers le sud du pays. Repoussant les attaques lancées par John de Vere et Henri Holland, il met le siège devant Coventry où se trouve Richard Neville dans l'espoir de le pousser à combattre. Bien qu'il dispose d'un avantage numérique, Neville refuse de relever le défi. Il préfère attendre l'arrivée de Georges, duc de Clarence, afin de submerger les Yorkistes sous le nombre. Quand il apprend cela, Édouard IV envoie son frère Richard, duc de Gloucester, proposer à son autre frère de passer de son côté, une offre que Georges accepte sans hésiter. Désormais réconciliés, ils marchent sur Coventry et Georges conseille à Neville de se rendre. Furieux de la traîtrise de son beau-fils, Neville refuse de lui parler. Étant dans l'incapacité de mener un siège, Édouard IV se dirige alors sur Londres.

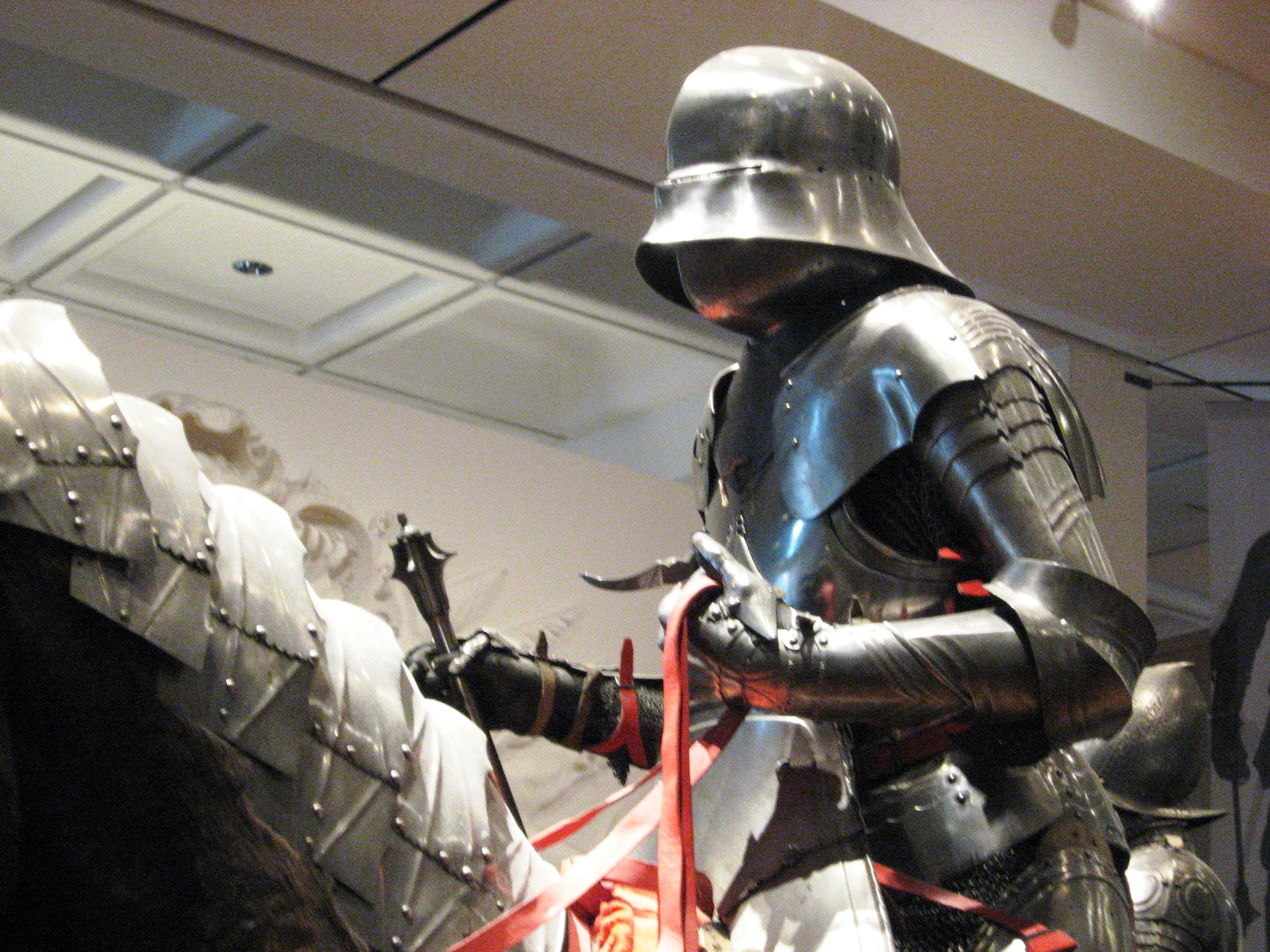
Les nobles présents à la bataille de Barnet portaient des armures semblables à celle-ci.

Ayant reçu les renforts des troupes de John Neville, John de Vere et Henri Holland, Richard Neville se lance à la poursuite des Yorkistes. Il espère de Londres, sous le contrôle d'Edmond Beaufort, qu'elle ferme ses portes à l'armée d'Édouard IV, lui permettant ainsi de rattraper son adversaire dans un endroit dégagé. Mais la cité accueille chaleureusement les Yorkistes, Beaufort ayant quitté la ville et les Londoniens préférant Édouard IV à Henri VI,. Henri VI reçoit son rival et se place de lui-même sous sa garde, affirmant que sa « vie n'est pas en danger entre ses mains ». Les éclaireurs lancastriens arrivent à Barnet, à 19 km au nord de Londres, mais sont repoussés. Le corps d'armée principal de Neville prend position sur une crête au nord de Barnet le 13 avril. Neville le dispose en ordre de bataille sur une ligne d'est en ouest de chaque côté de la grande route du Nord. John de Vere commande le flanc droit et Henri Holland le flanc gauche. John Neville tient le centre et Richard Neville se place à la tête du corps de réserve. Il se tient légèrement à l'ouest, une dépression à l'arrière de son flanc gauche pouvant gêner les troupes de Holland si elles devaient battre en retraite.
L'armée lancastrienne est supérieure en nombre mais les sources diffèrent sur le nombre exact des deux armées. La plupart des historiens estiment néanmoins que l'armée yorkiste compte entre 10 000  et   12 000 hommes alors que son homologue en compte environ 15 000,,. Face à ce désavantage numérique, Édouard IV projette de lancer une attaque surprise. Il éloigne Henri VI afin d'empêcher les Lancastriens de le lui reprendre et atteint Barnet le soir venu. Il place son armée en ordre de bataille sans même connaître la position exacte de ses adversaires. William Hastings est placé à la tête du flanc gauche et Richard, duc de Gloucester, à celle du flanc droit. Édouard IV se réserve le commandement du centre de son armée, gardant son frère Georges avec lui afin de conserver un œil sur lui. Un contingent de réserve est placé à l'arrière, prêt à se déployer sur l'ordre d'Édouard. À la nuit tombée, Édouard prépare son attaque surprise du lendemain matin en faisant discrètement avancer ses troupes en direction de l'armée lancastrienne. Aucun des commandants n'aperçoit l'armée adverse pendant la nuit, un fait qui va s'avérer crucial lors de la bataille du lendemain,.
Pendant la nuit, Richard Neville donne l'ordre à son artillerie de bombarder sans arrêt la position estimée du campement yorkiste. Mais les Yorkistes se sont rapprochés à son insu et la canonnade passe au-dessus d'eux. Dans le même temps, l'artillerie yorkiste a ordre de ne pas riposter afin de ne pas trahir son emplacement. Alors que les hommes vont se coucher, John Neville prévient son frère que le moral des troupes est bas. Il lui suggère qu'en tant que commandants, ils combattent à pied plutôt qu'à cheval afin que leurs hommes ne pensent pas qu'ils vont s'enfuir si la bataille tourne mal. Richard accepte la suggestion de son frère et leurs chevaux sont attachés à l'arrière, près de Wrotham Wood.

## Commandants

### Yorkistes
Comme à son habitude, le roi Édouard IV d'Angleterre conduit personnellement son armée. Il mesure 1,92 m et constitue un spectacle imposant quand il se lance à l'assaut dans son armure dorée. Les textes médiévaux vantent sa belle allure et sa puissante musculature. Avenant et charismatique, le roi est également un tacticien compétent qui a déjà repéré et exploité des failles dans les lignes adverses plusieurs fois par le passé, souvent avec des résultats décisifs. Le roi est un chef militaire très respecté mais a néanmoins fait l'objet de critiques après son accession au trône en 1461, rechignant à mater personnellement les rébellions. L'historien Charles Ross loue plus ses qualités de meneur d'hommes et son expertise au combat rapproché que son sens de la stratégie et de la tactique. Édouard, très populaire au début de son règne, particulièrement auprès des classes sociales les plus pauvres et des marchands, voit cette popularité s'éroder au fil des ans, le peuple lui reprochant notamment d'avoir laissé impunis les abus de ses principaux partisans. À son débarquement en Angleterre en 1471, peu de gens du commun célèbrent ouvertement son retour.
Aux côtés du roi se trouvent ses deux frères cadets, Richard, duc de Gloucester, et Georges, duc de Clarence. Contrairement à Édouard, Richard est élancé et semble fragile. Il est alors âgé de dix-huit ans et Barnet constitue son premier engagement majeur. Ses compétences militaires sont toutefois respectées et il est jugé comme un combattant et un commandant compétent. Georges n'a pas une aussi bonne réputation que ses frères, particulièrement en matière de loyauté. À l'accession au trône d'Édouard, Georges est désigné comme son héritier mais le mariage de ce dernier avec Élisabeth Woodville menace de l'éloigner de la succession. Georges participe donc aux complots de Richard Neville et se marie avec sa fille, Isabelle. Il perd néanmoins confiance en Neville quand celui-ci se rallie aux Lancastre et marie son autre fille, Anne, à Édouard de Westminster pour cimenter son alliance avec eux. Georges accepte donc l'offre de pardon de son frère et le rejoint à Coventry le 2 avril 1471.
Le dernier commandant yorkiste est lord William Hastings, un fidèle sujet du roi depuis le début de la guerre. Compagnon d'exil du roi et fidèle soutien lors de son retour, il est récompensé de sa loyauté en recevant la capitainerie de Calais et le titre de chambellan royal, et il est l'ami le plus proche d'Édouard IV.

### Lancastriens

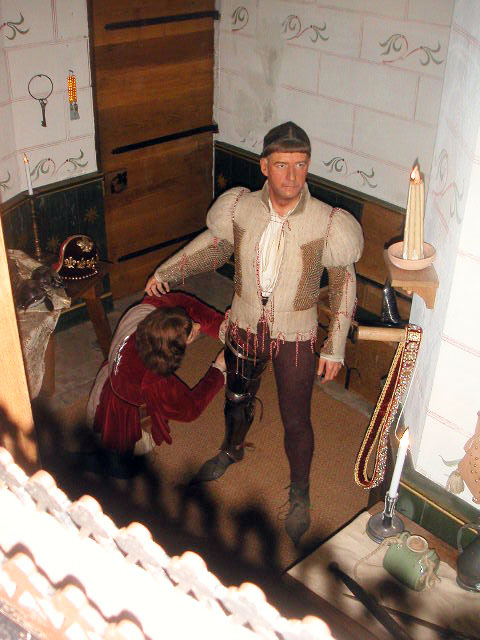
Diorama du château de Warwick représentant Richard Neville se préparant pour la bataille de Barnet.

Avant de changer de camp en 1469, Richard Neville était l'un des principaux commandants de la maison d'York, livrant plusieurs batailles aux côtés de son cousin Édouard IV. Ses victoires et sa popularité auprès du peuple font de lui une des principales figures du royaume. Son influence sur la succession au trône d'Angleterre lui vaut le surnom de « Faiseur de rois ». Certains historiens antérieurs au XXe siècle le décrivent comme un génie militaire mais ce jugement est revu ultérieurement. Ainsi, l'historien Philip Haigh suspecte que certains de ses succès doivent largement au fait qu'il est au bon endroit au bon moment, alors que Christopher Gravett estime que ses tactiques sont trop défensives et qu'il manque de faculté d'adaptation aux exigences des changements.
Son frère, John Neville, est moins ambitieux mais est un combattant et un tacticien plus compétent. En 1464, il commande l'armée yorkiste qui remporte les victoires de Hedgeley Moor et de Hexham sur les Lancastres. Il est récompensé de ces victoires par le titre de comte de Northumberland, ce qui lui rapporte des revenus substantiels. Toutefois, en mars 1470, Édouard IV restaure dans ses droits Henry Percy, fils du précédent comte, et John Neville reçoit en compensation le titre de marquis de Montagu, plus important sur le plan honorifique mais dont les terres qui l'accompagnent sont plus pauvres. John Neville voit ce titre peu substantiel comme un manque de reconnaissance pour ses années de loyaux services. Il ne se rallie pas immédiatement à la rébellion de son frère mais rejoint sa cause en septembre 1470 lors de son invasion de l'Angleterre.
John de Vere, le comte d'Oxford, est le fils d'un fidèle partisan des Lancastres exécuté à la suite d'un complot manqué visant à assassiner Édouard IV. Le roi tente de s'assurer sa loyauté en le faisant chevalier et en lui pardonnant sa participation au complot de son père mais il demeure fidèle aux Lancastre et participe aux efforts de Neville pour détrôner Édouard IV. Les historiens le décrivent comme un chef militaire capable, prenant comme exemple sa conduite lors de la bataille de Barnet.
Henri Holland, le duc d'Exeter, est de sang royal mais est considéré communément comme un criminel stupide et enclin à des accès de violence, et c'est un ennemi établi des Neville. Démis de son poste héréditaire de Lord High Admiral en 1457 par Richard Neville, il conserve une rancune particulière envers celui-ci. Néanmoins, obéissant aux ordres de Marguerite d'Anjou, il sert sous ses ordres lors de son invasion. Il est par ailleurs marié avec Anne d'York, la sœur d'Édouard IV.
Edmond Beaufort, duc de Somerset, est l'un des plus éminents partisans des Lancastres ainsi que l'un des fidèles de Marguerite d'Anjou. Ses relations avec Richard Neville sont cependant assez froides, leurs deux familles étant en conflit au sujet de propriétés foncières depuis une vingtaine d'années. De plus, il porte le souvenir de la mort de son père lors de la première bataille de Saint-Albans (1455), remportée par les Yorkistes en grande partie grâce à l'attaque par-derrière conduite par Neville. Les chroniques médiévales citent Beaufort parmi les participants de la bataille mais ce fait est contesté par les historiens modernes. Après l'invasion réussie de Neville, celui-ci ordonne à Beaufort de veiller sur Henri VI à Londres. Mais les historiens Charles Ross et Anthony Goodman sont d'accord sur le fait que Beaufort va accueillir Marguerite d'Anjou à son débarquement en Angleterre, survenu le même jour que la bataille de Barnet,. L'historien Michael Jones souligne qu'il est attesté qu'il est à Salisbury le jour de la bataille dans le but de gagner ses habitants à la cause des Lancastres. L'historien Trevor Royle suggère qu'en raison de la méfiance éprouvée par Beaufort envers Neville, le duc préfère attendre la reine et son armée plutôt que d'aider directement Neville. Sa participation à la bataille paraît donc improbable.

## Bataille dans la brume

Plan du début de la bataille. Les flancs droits des deux armées repoussent les flancs gauches.

Le 14 avril 1471, les deux armées se réveillent vers quatre heures du matin et Édouard IV prépare rapidement ses hommes à engager le combat. Les deux armées échangent des coups de canons et des volées de flèches avant de se lancer au corps à corps. Le brouillard matinal est épais et les manœuvres nocturnes des Yorkistes ont pour conséquence que chaque corps d'armée ne se trouve pas en face de son adversaire mais légèrement à sa droite. Ce déplacement signifie que l'extrême-droite de chaque armée peut contourner l'armée adverse en enveloppant son flanc gauche. Les Lancastriens sont les premiers à exploiter cet avantage, les troupes de John de Vere submergeant rapidement celles de William Hastings. Le flanc gauche yorkiste fuit en direction de Barnet, poursuivi par le flanc droit lancastrien. Quelques soldats yorkistes atteignent même Londres et commencent à répandre la rumeur de la victoire des Lancastres. Les troupes de John de Vere perdent leur cohésion en dépouillant les cadavres de leurs ennemis et en allant mettre Barnet à sac. John de Vere tente de rallier ses hommes et en rassemble 800 pour les ramener sur le champ de bataille.
La visibilité est faible en raison du brouillard et le reste des deux armées ne remarque pas la déroute du flanc gauche yorkiste, qui n'a donc aucun effet sur le moral des deux armées. Les centres des deux armées se livrent un combat acharné alors que le flanc gauche lancastrien subit un sort similaire à celui des Yorkistes. Richard, duc de Gloucester, exploite la position favorable de ses troupes pour forcer celles de Henri Holland à battre en retraite. La progression du flanc droit yorkiste est toutefois ralentie car le combat a lieu sur une légère pente. Néanmoins, la pression exercée sur le flanc gauche lancastrien fait pivoter la ligne de bataille tout entière. Voyant cela, Richard Neville envoie la majeure partie de ses réserves renforcer son flanc gauche et emmène le reste se battre au centre. La ligne de bataille dévie progressivement pour arriver à un alignement du nord-est vers le sud-ouest.

Plan de la fin de la bataille. La ligne de bataille se déplace lorsque le flanc droit des Lancastres revient sur le champ de bataille.

Les troupes rassemblées par John de Vere reviennent sur le champ de bataille, de façon totalement inattendue, à l'arrière de celles de John Neville. En raison du brouillard, les troupes de Neville confondent l'emblème de John de Vere, une étoile avec des rayons, avec celui d'Édouard IV, représentant un soleil. Prenant leurs alliés pour le corps de réserve yorkiste, elles leur décochent alors des volées de flèches. Les hommes de John de Vere crient immédiatement à la trahison car, en tant que fidèles lancastriens, ils se méfient du ralliement récent des frères Neville. Ils contre-attaquent avant de commencer à se replier. La rumeur d'une trahison se répand sur toute la ligne de bataille lancastrienne qui se brise alors que les soldats sombrent dans la panique. Alors que le brouillard commence à se dissiper, Édouard IV remarque la confusion qui règne dans le centre adverse et lance ses réserves à l'assaut. Les troupes de John Neville lâchent pied et lui-même est tué par un soldat yorkiste ou par l'un des hommes de John de Vere.
En apprenant la mort de son frère, Richard Neville comprend que la bataille est perdue. Il cherche à atteindre son cheval pour prendre la fuite tandis qu'Édouard IV, conscient que Neville a plus de valeur vivant que mort, donne l'ordre à ses gardes de le ramener en vie. Quelques chroniqueurs ont suggéré que le roi pensait que Neville pourrait être à nouveau un allié de valeur s'il le persuadait de rejoindre sa cause. D'un autre côté, l'historien Michael Hicks estime qu'Édouard voulait capturer Neville afin de l'exécuter publiquement. Quoi qu'il en soit, des soldats yorkistes qui ignorent sans doute l'ordre de leur chef trouvent Neville les premiers. Ils le jettent à terre, ouvrent la visière de son casque et le poignardent à la gorge. Les gardes d'Édouard retrouvent son cadavre mutilé et dépouillé de son armure.

## Conséquences
La bataille dure entre deux et trois heures et est terminée avant la dissipation du brouillard matinal. Comme pour la plupart des batailles de l'époque, les pertes les plus importantes sont subies lorsque l'armée vaincue est mise en déroute et que les soldats sont massacrés alors qu'ils tentent de fuir. Les chroniques contemporaines ne s'accordent pas sur les pertes totales : The Great Chronicle of London évoque 1 500 morts alors que The Warkworth's Chronicle avance le nombre de 4 000 victimes. Édouard Hall et Raphael Holinshed, deux chroniqueurs du XVIe siècle, affirment qu'au moins 10 000 hommes périssent lors de la bataille. Les pertes des Yorkistes s’élèvent environ à la moitié de celles des Lancastriens. L'historien Trevor Royle estime réaliste un chiffre de 500 morts chez les Yorkistes et de 1 000 morts chez les Lancastriens.
Les corps des deux frères Neville sont ramenés à Londres. Ils ne subissent pas le sort habituel réservé aux traîtres, équarrissage et exposition aux portes de la cité. Édouard IV fait exposer leurs corps dans la cathédrale Saint-Paul pendant trois jours pour faire taire les rumeurs de leur survie. Il permet ensuite leur enterrement dans le caveau familial à la commanderie de Bisham.
En dépit de sa victoire, Édouard IV n'a pas le temps de se reposer sur ses lauriers car Marguerite d'Anjou débarque à Weymouth le jour même de la bataille. Son armée se grossit rapidement de recrues venues du Pays de Galles et des marches galloises. Marguerite d'Anjou est très abattue par la nouvelle de la défaite et de la mort de Richard Neville mais Edmond Beaufort estime que la cause des Lancastres ne s'en portera pas plus mal. Les nobles partisans des Lancastres qui ont combattu à Barnet et qui réussissent à s'enfuir rejoignent l'armée de Marguerite d'Anjou. Cette armée feint de marcher sur Londres mais Édouard IV est informé par des espions de son véritable emplacement. Il l'intercepte et triomphe d'elle à la bataille de Tewkesbury, à l'issue de laquelle Beaufort et le prince Édouard de Westminster sont tués. L’Angleterre connaît la paix durant le reste du règne d'Édouard IV.
Henri Holland, gravement blessé, et même laissé pour mort, pendant la bataille de Barnet, est emmené par ses partisans à l'abbaye de Westminster. Après son rétablissement, il est emprisonné à la tour de Londres pendant quatre ans avant d'être libéré. Édouard IV l'envoie participer à l'expédition en France en 1475 et, à son retour, il meurt par noyade, officiellement à la suite d'une chute du navire qui le ramène en Angleterre. John de Vere réussit à s'enfuir en France après la bataille et continue la lutte contre la maison d'York en participant à des raids de piraterie. Il est capturé en 1474 après s'être emparé de St Michael's Mount, une île au large de la côte sud-ouest de l'Angleterre. Emprisonné à Calais, il s'échappe en 1484. Il se rallie à la cause de Henri Tudor dans sa lutte contre Richard III et commande son armée lors de la victoire de Bosworth (1485) qui lui offre le trône.

## Postérité

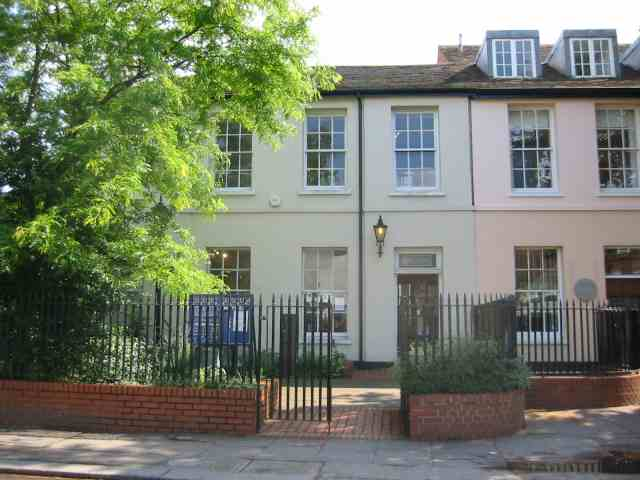
Le Barnet Museum.

La bataille de Barnet fait partie des combats les plus importants de la guerre des Deux-Roses, elle voit la mort de Richard Neville, l'une des figures majeures de la guerre, et contribue à la victoire finale d'Édouard IV sur la maison de Lancastre. Mais, en dépit de son importance, les comptes-rendus médiévaux de la bataille sont rares. La seule chronique qui s'appuie sur le compte-rendu direct d'un témoin, Historie of the arrivall of Edward IV, est écrite par un partisan de la maison d'York et présente un point de vue partial de la bataille. Un autre témoignage de première main est retrouvé parmi les Paston Letters, écrites par Sir John Paston, un partisan des Lancastres. D'autres écrits, comme The Warkworth's Chronicle, ne rapportent que quelques fragments de la bataille. Par conséquent, ce déficit dans la compréhension historique doit être comblé par des recherches sur le terrain et des découvertes dans les documents médiévaux. Une reproduction en miniature de la bataille est exposée au Barnet Museum.
Les historiens estiment que si les forces de Neville s'étaient jointes à celles de Marguerite d'Anjou avant d'affronter Édouard IV, l'armée lancastrienne combinée aurait écrasé sous le nombre celle des Yorkistes. À la place, la bataille de Barnet est une victoire décisive de la maison d'York qui, conjuguée à celle de Tewkesbury, assure définitivement le trône à Édouard IV. L'historien Colin Richmond affirme même que le sort du royaume s'est entièrement joué à Barnet et que Tewkesbury n'a constitué qu'un « épilogue ». N'ayant plus à lutter contre la popularité et l'influence politique de Neville, Édouard IV peut désormais exercer pleinement sa volonté et régner sans aucune contestation. Les ballades composées durant son règne célèbrent cette victoire comme un signe de la volonté divine : « Man proposes, oftimes in veyn, But God disposes, the boke telleth pleyn » (« L'homme propose, souvent en vain, Et Dieu dispose, le livre l'a dit simplement »). Barnet est un désastre pour la famille Neville, ses terres sont confisquées et ses charges réduites. Les privilèges dont elle jouit avant la bataille sont à tout jamais perdus.

### Dramatisation shakespearienne

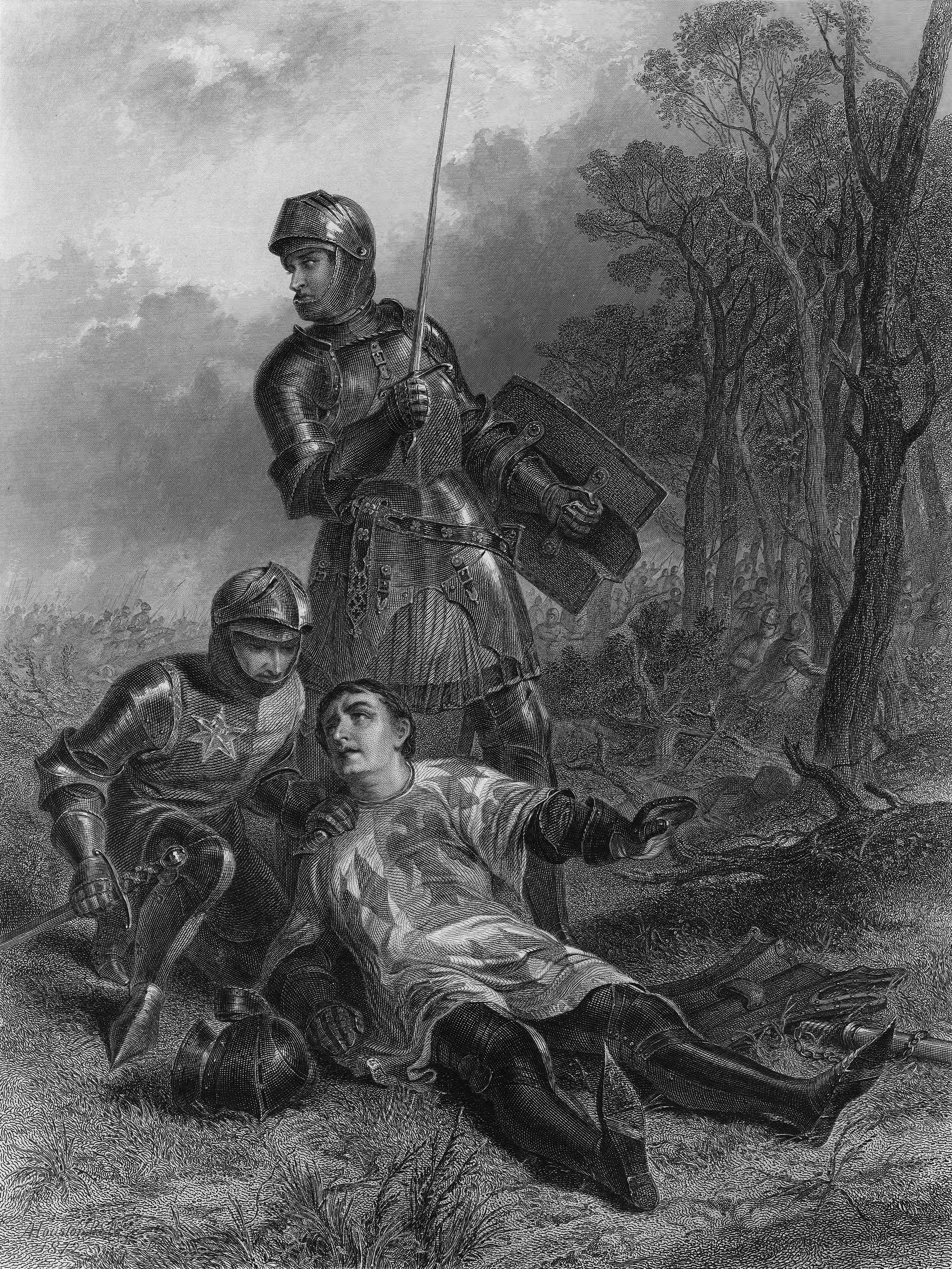
Gravure illustrant la mort de Richard Neville dans la pièce Henri VI de William Shakespeare.

La bataille est évoquée dans la troisième partie de la pièce Henri VI de William Shakespeare (1595). La fin de la scène 1 de l'acte V dépeint les événements conduisant à la bataille alors que les scènes 2 et 3 décrivent sa conclusion, au cours de laquelle les personnages parlent du combat et du destin de ses participants. Shakespeare n'utilise que peu de détails fournis par les chroniques médiévales et passe sous silence certains faits marquants comme la confusion entre les emblèmes de John de Vere et d'Édouard IV. La pièce s'appuie principalement sur des sources poétiques et théâtrales mais inclut la chronique d'Édouard Hall, The Union of the Two Noble and Illustrate Famelies of Lancastre and Yorke (1548). Dans Henri VI, Richard Neville est mortellement blessé alors qu'il tente de sauver son frère. Son corps est traîné par Édouard IV et il prononce ses derniers mots devant John de Vere et Edmond Beaufort. La mort de Neville domine cette scène et reflète la description saisissante de sa mort faite par Édouard Hall. De plus, alors que plusieurs chroniques mentionnent le souhait d'Édouard IV de capturer son frère vivant, le souverain demande à le voir mort dans la pièce de Shakespeare.
Shakespeare présente les frères Neville comme prêts à mourir l'un pour l'autre alors que les trois fils de Richard d'York, Édouard, Georges et Richard, sont lentement séparés par leurs propres buts. Le professeur John Cox suggère que Shakespeare ne partage pas l'impression donnée dans les ballades selon laquelle la victoire d'Édouard IV est un signe de la volonté divine. Il affirme que le placement dans la pièce du dernier acte de trahison du duc de Clarence immédiatement avant la bataille suggère que le règne d'Édouard IV découle de son agressivité, de la chance et de la politique. Shakespeare exclut aussi délibérément Édouard IV des scènes d'action, s'éloignant ainsi de la représentation du roi faite par Édouard Hall.

### Champ de bataille

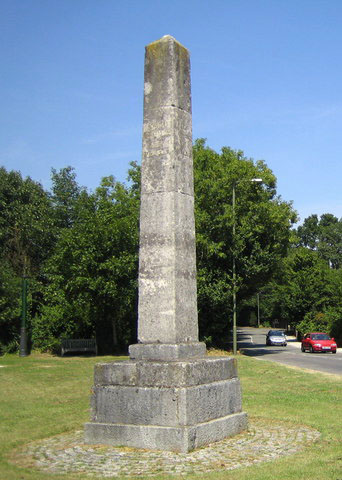
Hadley Highstone, l'obélisque érigée en souvenir de la bataille marquant l'emplacement supposé où Richard Neville est mort.

L'English Heritage, organisme public chargé de la conservation des sites historiques, délimite le champ de bataille comme s'étendant de 800  à   1 600 mètres au nord de la ville de Barnet. La nature du terrain a beaucoup changé au cours des siècles et les archives des limites de la ville et de sa géographie ne sont pas suffisamment détaillées pour que l'English Heritage ou les historiens puissent déterminer le site exact de la bataille. Les particularités géographiques rapportées dans les comptes-rendus de l’époque permettent néanmoins de faire des approximations mais même celles-ci sont sujettes à caution. L'English Heritage estime qu'une lettre de Gerhard von Wessel, un marchand de la Hanse du XVe siècle, est précieuse pour localiser le champ de bataille. La lettre mentionne une « grande prairie » qui correspond au site de Hadley Green, alors que le marais sur le flanc droit de l'armée yorkiste est probablement dans le vallon du ruisseau Monken Mead. La lettre mentionne également que la route de St Albans, qui suit toujours le même tracé, sinue à travers les champs. Mais cette zone est désormais très urbanisée et la banlieue de Monken Hadley, au nord du district londonien de Barnet, recouvre maintenant une partie du champ de bataille. Selon Alfred Higgins Burne, la rangée d'arbustes servant d'abri au flanc droit lancastrien avant la bataille est désormais une haie du parcours de golf local.
En 1740, Sir Jeremy Sambroke fait ériger un obélisque commémorant la bataille à environ 200 mètres au sud de la jonction entre la grande route du Nord et Kitts End Road. Le monument est plus tard déplacé un peu au nord de cette jonction sur le pâturage qui sépare les deux routes. Connu sous le nom de Hadley Highstone, l'obélisque mesure 5,50 mètres de haut et l'inscription qui figure sur son socle est : « Here was fought the Famous Battle Between Edward the 4th and the Earl of Warwick April the 14th ANNO 1471 in which the Earl was Defeated And Slain » (« Ici a été livrée le 14 avril 1471 la célèbre bataille entre Édouard IV et le comte de Warwick où ce dernier a été vaincu et tué »).

#### Ouvrages
- (en) Richard Britnell, The Closing of the Middle Ages?: England, 1471–1529, Blackwell Publishers, coll. « A history of medieval Britain », 1997, 286 p. (ISBN 978-0-631-16598-9 et 978-0-631-20540-1).
- (en) Richard Brooke, Visits to fields of battle, in England, of the fifteenth century, John Russell Smith, 1857.
- (en) Alfred Burne, The Battlefields of England, Methuen Publishing, 1950 (OCLC 3010941).
- (en) Christine Carpenter, The Wars of the Roses: Politics and the Constitution in England, c. 1437–1509, New York, Cambridge University Press, coll. « Cambridge medieval textbooks », 2002, 293 p. (ISBN 978-0-521-31874-7).
- (en) John Cox, Seeming Knowledge: Shakespeare and Skeptical Faith, Baylor University Press, 2007 (ISBN 1-9327-9295-3).
- (en) Charles Edelman, Brawl Ridiculous: Swordfighting in Shakespeare's Plays, Manchester University Press, 1992 (ISBN 0-7190-3507-4).
- (en) Anthony Goodman, The Wars of the Roses: Military Activity and English Society, 1452–97, Londres, Taylor and Francis, 1990 (ISBN 0-4150-5264-5).
- (en) Christopher Gravett, Tewkesbury 1471: The Last Yorkist Victory, Osprey Publishing, 2003 (ISBN 978-1-8417-6514-3).
- (en) Dominique Goy-Blanquet, Shakespeare's Early History Plays: From Chronicle to Stage, Oxford University Press, 2003 (ISBN 0-1981-1987-9).
- (en) Philip Haigh, The Military Campaigns of the Wars of the Roses, Sutton Publishing, 1995 (ISBN 1-8583-3770-4).
- (en) G. L. Harriss, Shaping the Nation: England 1360–1461, Oxford University Press, 2005 (ISBN 0-1982-2816-3).
- (en) Michael Hicks, Warwick the Kingmaker, Oxford, Blackwell Publishing, 2002 (ISBN 0-6312-3593-0).
- (en) Michael K. Jones, The King's Mother: Lady Margaret Beaufort, Countess of Richmond and Derby, Cambridge University Press, 1993 (ISBN 0-5214-4794-1).
- (en) Sarah Valente Kettler et Carole Trimble, The Amateur Historian's Guide to the Heart of England, Capital Books, 2003 (ISBN 1-8921-2365-7).
- (en) Randall Martin, Henry VI: Part III, Oxford University Press, 2001 (ISBN 0-1928-3141-0).
- (en) Colin Richmond, The Paston Family in the Fifteenth Century, Manchester University Press, 2000 (ISBN 0-7190-5990-9).
- (en) Charles Ross, Edward IV, Yale University Press, 1997 (ISBN 0-3000-7372-0).
- (en) Charles Ross, Richard III, Yale University Press, 1999 (ISBN 0-3000-7979-6).
- (en) Trevor Royle, Lancaster Against York: The Wars of the Roses and the Foundation of Modern Britain, Palgrave Macmillan, 2008 (ISBN 1-4039-6672-9).
- (en) William Seymour, Battles in Britain and Their Political Background, 1066–1746, Wordsworth Editions, 1997 (ISBN 1-8532-6672-8).
- (en) Terence Wise, The Wars of the Roses, Osprey Publishing, 1983 (ISBN 0-8504-5520-0).
- (en) Bertram Wolffe, Henry VI, Yale University Press, 2001 (ISBN 0-3000-8926-0).

#### En ligne
- (en) « English Heritage Battlefield Report: Barnet 1471 », English Heritage, 1995 (consulté le 22 février 2013).